# Martina Schettinová
Martina Schettinová, rozená Martina Ingeborg Tuceková (* 7. března 1961, Vídeň) je rakouská malířka, sochařka a umělkyně.

## Životopis
Martina Schettinová se narodila v roce 1961 ve Vídni, kde také vystudovala reálné gymnázium. Maturovala v roce 1979 a poté nastoupila studium matematiky a fyziky na Vídeňské univerzitě. Studium absolvovala v roce 1983 a přitom se jako samouk věnovala malířství. V roce 1989 se přestěhovala do Dolního Rakouska, kde si v Langenzersdorfu zřídila umělecký ateliér. Své umělecké školení a vzdělání získala na letních školách v Gerasu 1993 (Ulrich Gansert), 1994 (Peter Sengl) a 1995 (Hubert Aratym). Později se vyučila čínskou malbu tuší u čínského malíře Siao-lan Chuang-pchu. Schettinová učila v letech 1984–2007 matematiku a fyziku na gymnáziu Alberta Magnuse ve Vídni. Od roku 2008 se její malby pravidelně objevují jako ilustrace v nedělní příloze Kronen-Zeitung a občas v deníku Kleine Zeitung. Martina Schettinová je členkou profesního sdružení IG Bildende Kunst a profesního sdružení rakouských umělců. Od roku 1992 vystavuje na národní i mezinárodní úrovni. Její první samostatná výstava v zahraničí proběhla v roce 1999 v galerii Mots & Tableaux v Bruselu. Od té doby vystavovala v četných muzeích a galeriích. Kromě toho byla její díla zastoupena na mezinárodních veletrzích umění jako Art Expo v New Yorku, China International Gallery Exposition v Pekingu a Art Shanghai. V roce 2010 společně s Manfredem Kielnhoferem vyvinuli koncept pro první rakouské bienale světelného umění.

## Ocenění

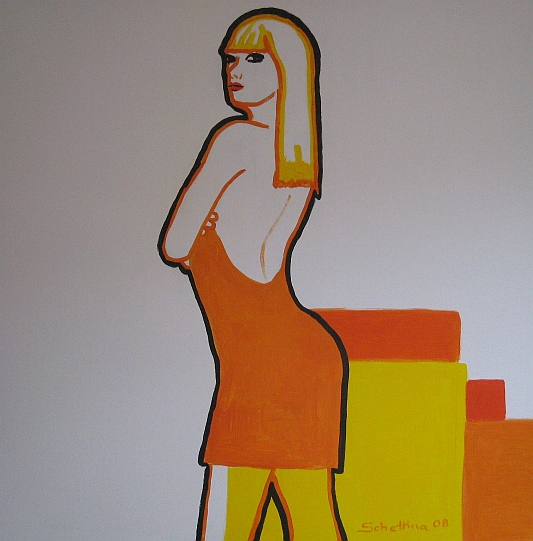
Martina Schettinová: Orange Dress

- 1994: Zvláštní cena v soutěži na plakát ministerstva životního prostředí
- 1998: Titul „Noví mistři“ v soutěži dorostu ve vídeňské Ringgalerie
- 2002: Přijetí do Archivu umělkyň (Archives on Women Artists) Národního muzea ženského umění (National Museum of Women in The Arts) ve Washingtonu DC[9]
- 2006: Čestná medaile pro vědu a umění Rakouské společnosti Alberta Schweitzera[10]
- 2009: Umělkyně měsíce na rakouském Online-Kunstforu[11]
- 2011 Mathemagische Bilder – Von Pythagoras bis Hilbert, Ausstellungsbrücke, St. Pölten
- 2014 Mathematik und die Frauen, Stadtmuseum Minoritenkloster Tulln an der Donau
- 2015 Mathemagische Bilder, Galerie am Lieglweg, Neulengbach

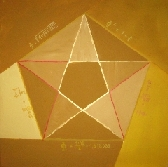
Pentagram od Martiny Schettinové

## Výstavy

### Samostatné
- 1994 Malerei – Muzeum Währing, Vídeň
- 2001  Martina Schettina – Muzeum Antona Hanaka, Langenzersdorf
- 2006 Zweitausendsex v Blaugelbe Vietelsgalerie Castle Fischau, Bad Fischau-Brunn
- 2007 Magicien à Paris  – Rakouské kulturní fórum, Paříž
- 2008 Magische Menschen. Magische Orte – Muzeum Oskara Kokoschky, Pöchlarn
- 2008 Magicien à Paris Vol. 2 Rakouské kulturní fórum, Paříž
- 2009 City.Country.Woman – Muzeum Kremže
- 2010 Mathemagic paintings – Muzeum moderního umění, Vídeň
- 2010: Mathematische Bilder – Muzeum Egona Schieleho, Tulln
- 2011 Mathemagische Bilder – Von Pythagoras bis Hilbert, Ausstellungsbrücke, St. Pölten
- 2014 Mathematik und die Frauen, Stadtmuseum Minoritenkloster Tulln an der Donau
- 2015 Mathemagische Bilder, Galerie am Lieglweg, Neulengbach

### Společně s více umělci
- 2003 Florence Biennale
- 2006 Vinspirace Břeclav 2006 – Břeclav, Česko
- 2008 Europe and Asia today – ARTcenter, Berlín; kurátorem byl Ki-Wong Park ze Severní Koreje
- 2009 Rolling Stars and Planets – vystoupení a výstavy ve Vídni před Uměleckohistorickým muzeem a v Szombathely v Maďarsku u příležitosti roku Astronomie
- 2009 Výstava ve městě Vilnius společně s Manfredem Kielnhoferem, Franzem Westem a Herbertem Brandlem
- 2009 Stardust – Ars Electronica Center, Linec
- 2009 Berlin – 20 years after the Fall of the Berlin Wall – Galerie Artodrome, Berlín.
- 2010 Light Art Biennale Austria 2010
- 2010 Rolling Stars and Planets in Künstlerhaus Štýrský Hradec
- 2010 Money makes the art go round, Domenig-Haus Vídeň.
- 2012 „Weinviertler Künstler im Wienerwald“, Wienerwaldmuzeum Eichgraben
- 2015 „Vienna for Art's Sake“ Belvedere Winterpalais Prinz Eugen, Vídeň. Catalogue.
- 2015 „Map of the New Art. Imago Mundi – Luciano Benetton Collection“ Fondazione Giorgio Cini, Benátky
- 2016 „The Art of Humanity“. Pratt Institute The Rubelle and Norman Schafler Gallery New Yorku